# Сумчатая мышь Дугласа
Сумчатая мышь Дугласа (лат. Sminthopsis douglasi) — вид из рода узконогих сумчатых мышей семейства хищные сумчатые. Эндемик Австралии.

## Научная классификация
Вид был впервые описан в 1979 году австралийским палеонтологом Майком Арчером на основе изучения четырех музейных экземпляров, отловленных в период с 1911 по 1972 год. Вплоть до начала 1980-х годов вид считался вымершим, однако был повторно открыт в 1990 году. Видовое название дано в честь Атола Дугласа, который в 1950—1960 года вместе со своей женой Марион активно собирал образцы летучих мышей для Музея Западной Австралии в Перте, где он работал.

## Распространение
Обитает в северо-западной части австралийского штата Квинсленд в районе холмов Митчелл-Грасс. Естественная среда обитания — субтропические редколесья с трескающимися глинистыми почвами, покрытые густой травяной растительностью.

## Внешний вид
Сумчатые мыши Дугласа являются крупнейшими представителями рода узконогих сумчатых мышей. Длина тела с головой колеблется от 130 до 135 мм, хвоста — от 120 до 130 мм. Масса взрослой особи — от 40 до 70 г. Волосяной покров короткий, густой и мягкий. Спина бурого цвета с вкраплениями серого цвета. Брюхо окрашено в белый цвет. Морда вытянутая, заострённая. Имеются лицевые полосы. Глаза окружены тёмными волосами. Щеки и основание ушей рыжие. Уши средние. Задние лапы узкие. Хвост по длине чуть хорошие длины тела с головой. Как и у ряда других представителей рода у сумчатой мыши Дугласа в хвосте присутствуют жировые отложения.

## Образ жизни
Сумчатые мыши Дугласа ведут наземный, одиночный образ жизни. Активность приходится на ночь. В засушливый сезон днём прячутся, как правило, в трещинах, образовавшихся в земле; в сезон дождей находят защиту под низкорослыми растениями. Питаются преимущественно насекомыми, а также мелкими беспозвоночными. Ввиду того, что в этой еде содержится большой процент воды, сумчатая мышь Дугласа в течение длительного времени может обходиться без воды, а в период дефицита пищи — впадать в спячку.

## Размножение
Сумка развита хорошо. Количество сосков — 8. В неволе размножение происходит круглый год. В природе самка приносит по несколько приплодов в год. В приплоде обычно по шесть детёнышей (иногда восемь). Детёныши появляются на свет крошечными и беспомощными: средняя масса составляет всего 15 миллиграмм, а длина тела — 4 мм. При этом дыхание осуществляется через кожу. Половая зрелость у самцов наступает примерно через 28-31 недель, у самок — через 17-27 недель. Продолжительность жизни — два-три года.